# 吉恩氏原軟口魚
吉恩氏原軟口魚（学名：Protochondrostoma genei）是輻鰭魚綱鯉形目雅羅魚科的其中一個種，分布於歐洲義大利和斯洛維尼亞的索卡河到沃馬諾河流域，本魚身體細長，從頭到尾基部有寬闊的深色中側條紋，拱形嘴，下唇有薄而發達的角化鞘，沿側線有50-62個鱗片，胸鰭、腹鰭、臀鰭和尾鰭基部紅色，體長可達30公分，棲息在礫石底質、水流湍急的河川中上游，雜食性，主要以水生昆蟲和藻類為食，繁殖期約3至6月，會進行小規模遷移。